# 努尔·莎兹林·穆罕默德·拉蒂夫
努尔·莎兹林·穆罕默德·拉蒂夫（1998年2月2日—）生于巴西古当，是一名马来西亚女子帆船运动员，主攻辐射型。她的姐妹全部都从事帆船运动，其中Nurliyana同样主攻辐射型，Nur Afiqah是帆船教练，Nur Lia Ameera和Nur Syahirah则都主攻Optimist型帆船。努尔八岁时开始学习帆船，当时她的母亲鼓励她参与这项运动，尽管她在学校时便已接触多项运动，但母亲希望她专注于帆船。2016年3月，努尔透过亚洲帆船锦标赛获得里约奥运参赛资格，成为历史上首位获得奥运帆船资格的马来西亚女选手。